# André Ramseyer

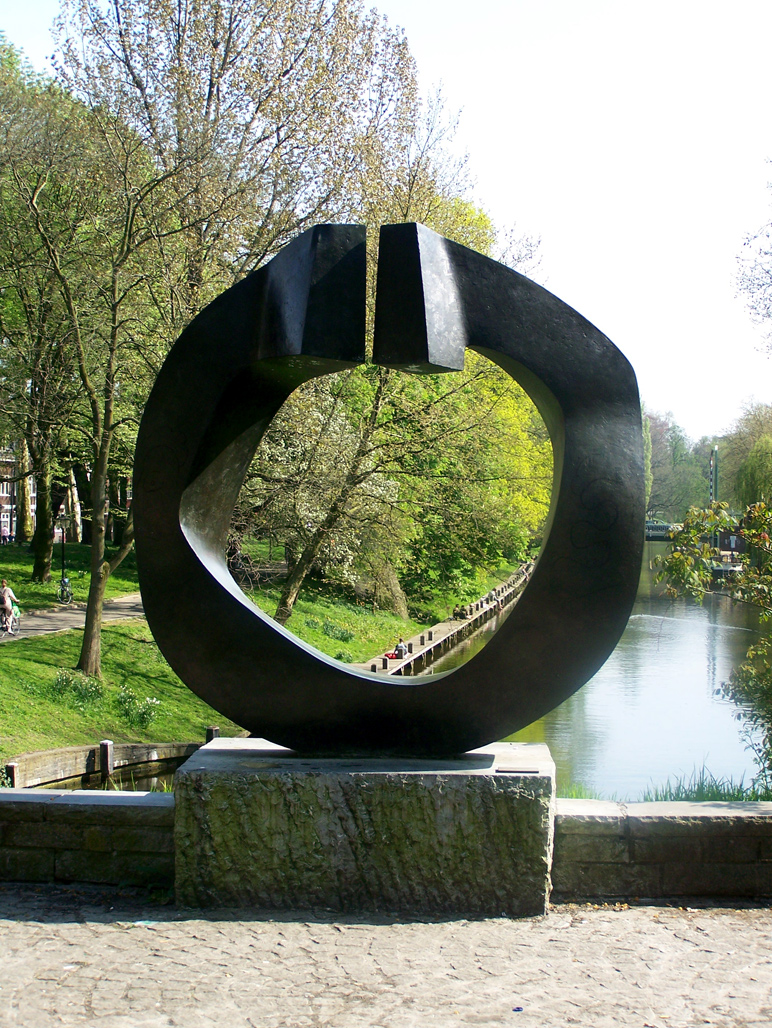
Plastik Grand Astre von André Ramseyer, seit 1974 in Utrecht

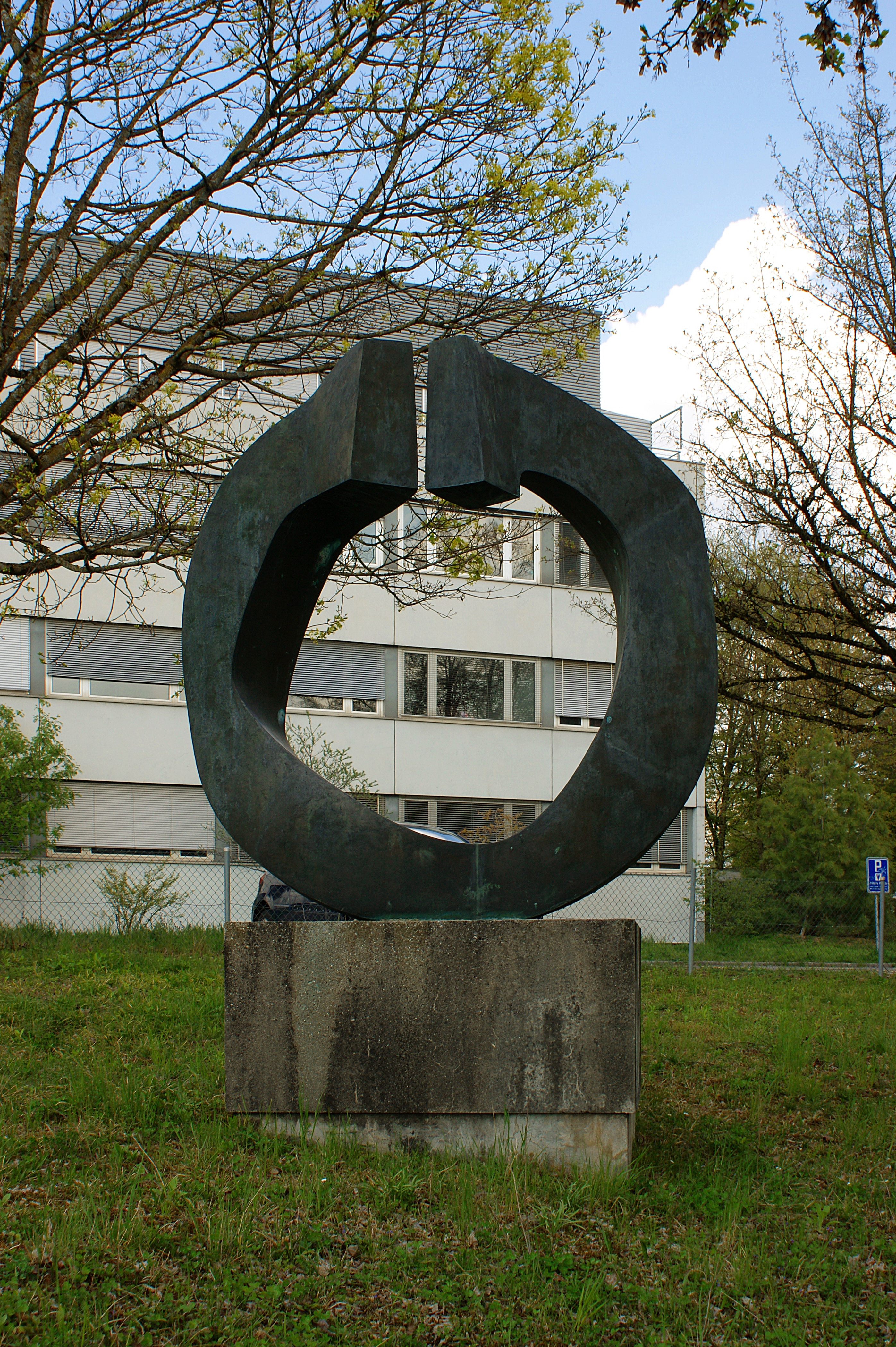
Plastik Grand Astre 1/3 von André Ramseyer, seit 1966 in Bern

André Ramseyer (* 31. Januar 1914 in Tramelan, Kanton Bern; † 15. Januar 2007 in Neuenburg) war ein Schweizer Bildhauer.

## Leben
Ramseyer wurde als Sohn eines Pfarrers geboren. Nach dem Abschluss des Lehrerseminars und dem Besuch der Kunstgewerbeschule in La Chaux-de-Fonds, wo er auch seine Frau, die Malerin Jacqueline Maeder, kennenlernte, zog es den jungen Künstler nach Paris. Nach einer Italien-Reise liess sich Ramseyer 1942 wieder in seiner neuenburgischen Heimat nieder, doch ist er mit Paris weiter verbunden geblieben. Das Centre Georges Pompidou besitzt in seiner Sammlung eine Ramseyer-Skulptur.
In der Schweiz zieren über 50 seiner Werke zahlreiche Schulhöfe und öffentliche Plätze, etwa an der ETH Zürich, in Kreuzlingen, Thun, Montreux oder Biel. Aber auch in Italien, den USA, den Niederlanden und in Saudi-Arabien sind seine Werke zu sehen.

## Nachlass
Ein Grossteil seines Nachlasses und der seiner Frau befindet sich in der Bibliothèque publique et universitaire de Neuchâtel. Im November 2022 haben seine Kinder ein Skulpturenensemble und einen Ordner mit etwa hundert zweidimensionalen Werken, darunter auch Skizzen zur Vorbereitung seiner Skulpturen, der Fondation Ateliers d'Artiste überlassen.